# Astochia virgatipes
Astochia virgatipes es una especie de mosca del género Astochia, de la familia Asilidae, orden Diptera.

## Distribución
Se distribuye por Rusia y Japón.

## Taxonomía
Fue descrita por Coquillett en 1898 y publicada en Coquillett, D.W. 1898. Report on a collection of Japanese Diptera, presented to the U.S. National Museum by the Imperial University of Tokyo. Proceedings of the United States National Museum 21.